# مايكل جفرسون ناسيمينتو
مايكل جفرسون ناسيمينتو (بالبرتغالية: Michael Jefferson Nascimento‏) (21 يناير 1982 في ساو باولو في البرازيل – )؛ هو لاعب كرة قدم كان يلعب كلاعب وسط.

## وصلات خارجية
- مايكل جفرسون ناسيمينتو على موقع رابطة كرة القدم اليابانية للمحترفين (اليابانية)
- مايكل جفرسون ناسيمينتو على موقع قاعدة بيانات كرة القدم.إي يو (الإنجليزية)
- مايكل جفرسون ناسيمينتو على موقع Soccerway.com (الإنجليزية)
- مايكل جفرسون ناسيمينتو على موقع عالم كرة القدم.نت (الإنجليزية)